# Batalla de Valmy
La batalla de Valmy, también conocida como el Cañoneo de Valmy, se libró el 20 de septiembre de 1792, durante las Guerras Revolucionarias Francesas, alrededor del poblado de Valmy al norte de Francia.
El ejército francés del Norte, comandado por Charles François Dumouriez, y el ejército francés del Centro, al mando de François Christophe Kellermann, detuvieron el avance del ejército prusiano, dirigido por Carlos Guillermo Fernando, duque de Brunswick-Luneburgo.
A pesar de las pocas bajas (menos de 500 en total) y de los inconclusos resultados tácticos, Valmy fue considerada como una batalla de gran importancia en el devenir histórico francés, pues una derrota francesa hubiera propiciado el fin de la Revolución.

## Contexto
Después de que Francia declarara la guerra a Austria el 20 de abril de 1792 y de los sucesivos encuentros previos, en los cuales los soldados franceses no distinguían aliado de enemigo, las tropas contrarrevolucionarias avanzaron dentro de Francia (18 de agosto). La fuerza invasora incluía a los prusianos, austríacos, a Hesse y a los émigrés bajo el mando del duque de Brunswick, representando al comando supremo, al rey Federico Guillermo II de Prusia. Los comandantes al mando de los ejércitos formados tuvieron dudas, y antes de que se llevara a cabo un ataque formal, los tres ejércitos revolucionarios franceses comandados por Rochambeau, Lafayette y Luckner, acordaron formar dos nuevos ejércitos al mando de Dumouriez y de Kellermann.
La alianza invasora conquistó Longwy y marchó lentamente hacia Verdún, que tenía todavía menos defensas que Longwy. El comandante, coronel Beaurepaire, se suicidó de un disparo en la cabeza ante la desesperación, y la ciudad se vio obligada a rendirse el 3 de septiembre. Brunswick comenzó entonces el avance hacía París y se aproximó a los desfiladeros de Argonne. Pero Dumouriez, quien había estado entrenando a sus tropas en Valenciennes con el propósito de invadir Bélgica, se dirigió al Argonne con una veloz y atrevida marcha de flanco, casi bajo la mirada de la vanguardia prusiana, llegando al camino que llevaba a París y solicitando el auxilio de Kellermann en la ciudad de Metz. Kellermann se movió lentamente, y antes de que llegara, 
la parte septentrional de la línea de defensa había sido forzada. Dumouriez, de manera intrépida, cambió su frente para encarar al norte, con su ala derecha en el Argonne y la izquierda empujando con dirección a Châlons, y en esta posición se le unió Kellermann en Sainte-Menehould el 19 de septiembre.

## Epílogo

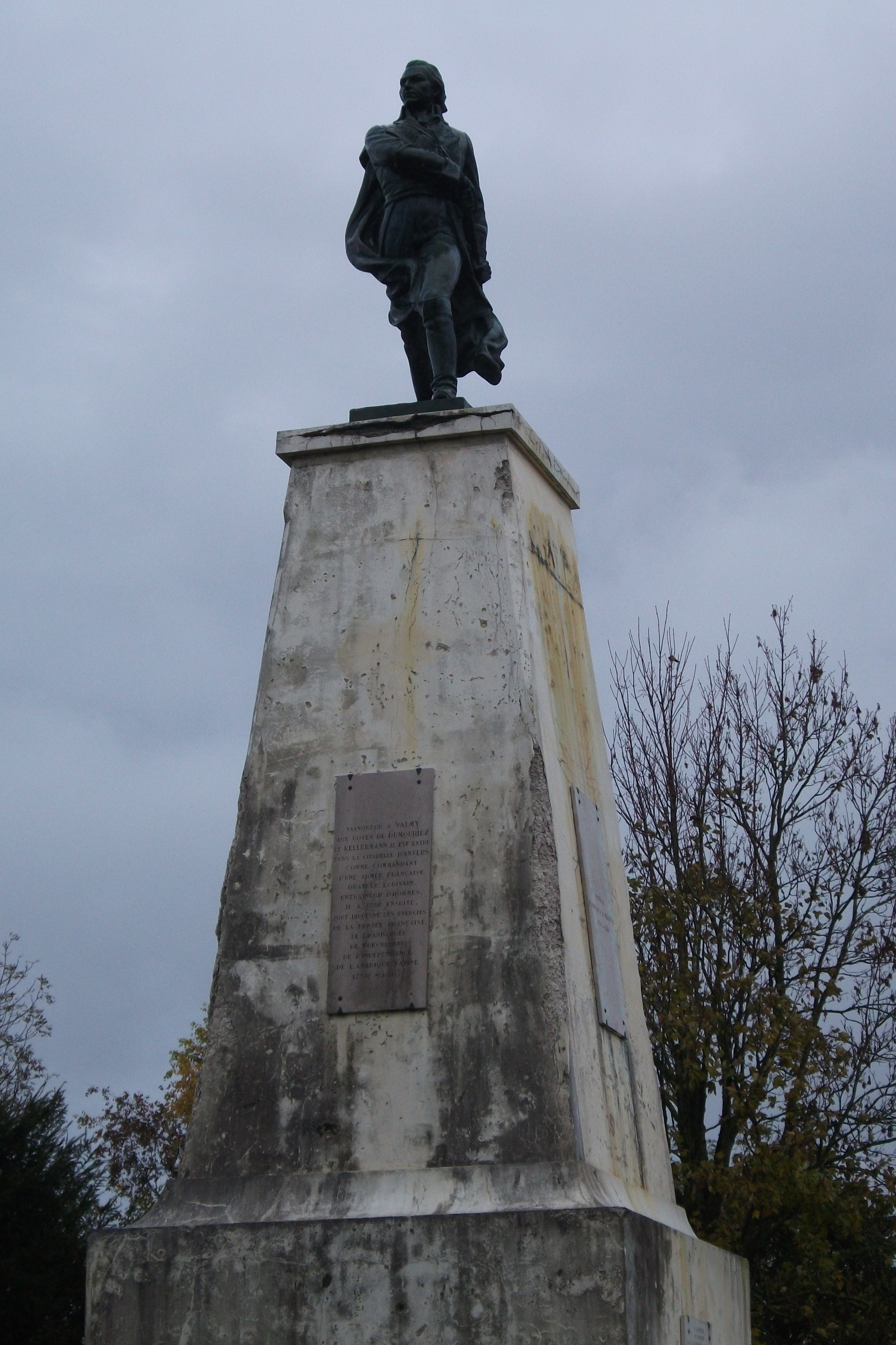
Estatua de Francisco de Miranda en el campo de Valmy.

Este encuentro cambió el curso de la campaña y, sobre todo, de la historia mundial, porque la caída de las tropas francesas en Valmy, última defensa frente a París, hubiera significado el desmantelamiento de la revolución, y la vuelta al orden existente antes del día de la Bastilla. Diez días después, sin haberse disparado un tiro, el ejército invasor comenzó la retirada. La persecución por parte de Dumouriez no fue tomada con mucha seriedad: él se ocupó personalmente con una serie de sofisticadas y curiosas negociaciones, las cuales, con el avance continuo de las tropas francesas, tuvieron como consecuencia la expulsión completa de la alianza invasora del suelo de Francia.
El día siguiente de esta primera victoria de las tropas revolucionarias francesas, el 21 de septiembre, la monarquía francesa fue abolida en París y proclamada la Primera República francesa. La batalla de Valmy fue la primera victoria de un ejército popular de sans culottes formado por la ciudadanía, y la decadencia de las monarquías absolutas comenzó con esta victoria.